# P-cymeen
p-cymeen is een organische verbinding met als brutoformule C10H14. De stof komt voor als een kleurloze ontvlambare vloeistof met een kenmerkende aromatische geur. Chemisch gezien behoort p-cymeen tot de terpenen.
Het molecuul bestaat uit een benzeenring waaraan via para-substitutie een methylgroep en een isopropylgroep zijn gekoppeld.

## Natuurlijk voorkomen
p-cymeen is een geurstof die van nature veel voorkomt in veel soorten etherische olie. In grotere hoeveelheden komt het voor in de etherische olie van ajowan, bonenkruid, dille, komijnzaad, majoraan en tijm. De concentraties variëren tussen de 300 en 8000 ppm.